# William Knight
William Ashley Knight (Manchester, Connecticut, Estados Unidos, 3 de abril de 1988) es un artista marcial mixto estadounidense que compite en la división de peso semipesado de Ultimate Fighting Championship.

## Primeros años
Sufrió acoso durante su juventud, ya sea por su pequeña estatura o por su color de piel. Su padrastro abusó de él y, cuando tenía 11 años, el Departamento estatal de la Infancia, la Juventud y las Familias les sacó a él y a su hermano pequeño Eric de la casa de su familia y los colocó en una casa de acogida. Pasó el siguiente año con una familia de acogida antes de irse a vivir con su abuela.
También se le recetó Metilfenidato para el TDAH, lo que, según él, le convirtió en un objetivo más de acoso debido a que la medicación le convertía en un "zombi" y le impedía crecer. Su padre le retiró la medicación, junto con el inicio de la lucha libre en el instituto, como un punto de inflexión en su vida. Sin embargo, cuando terminó el instituto en 2006, perdió el rumbo y "no hizo nada" durante 10 años mientras jugaba a videojuegos, se sentaba en el sofá y comía de forma poco saludable. Llegó a pesar casi 150 kilos y a tener cinco discos rotos en la espalda, cuando un día estaba moviendo su libro de notas del instituto y se le cayó una foto de su época de luchador. Verlo entonces hizo que Knight se diera cuenta de que tenía que recuperar sus 10 años. Después del incidente, se unió a Thornton Mixed Martial Arts and Fitness en agosto de 2015 con la esperanza de entrenar en jiu-jitsu, convenciéndose de probar el Muay Thai.

## Carrera en las artes marciales mixtas

### Inicios
Knight hizo su debut amateur a principios de 2016, compilando un récord de 8-1 antes de convertirse en profesional en 2018. El punto culminante de su carrera amateur fue un conjunto de combates contra el futuro peso pesado de la UFC Yorgan De Castro, con Knight ganando la pelea de MMA amateur por decisión unánime, y De Castro ganando un combate de Muay Thai por decisión unánime poco antes de que Knight se convirtiera en profesional.
En su debut en las MMA en Reality Fighting, se enfrentó a Tom Velasquez y lo derrotó por TKO en el primer asalto. También derrotó a Terrance Jean Jacques a por TKO en el segundo asalto en Premier FC 26. Luego, en Premier FC 27, derrotó a Walter Howard por TKO en el primer asalto. Derrotó a Kevin Haley por TKO en el primer asalto en su debut con CES MMA en CES MMA 54.
Fue invitado al Dana White's Contender Series 24 el 13 de agosto de 2019 y se enfrentó a Herdem Alacabek. Ganó el combate por TKO en el tercer asalto, y aunque no obtuvo un contrato con la UFC, fue firmado con un contrato de la liga de desarrollo.
En su segunda salida con CES MMA, se enfrentó a Jamelle Jones, exalumno de la primera temporada de DWTNCS, y lo derrotó en el primer asalto en CES MMA 59 para conseguir dos victorias consecutivas con CES MMA. Se enfrentó a otro futuro luchador de la UFC, Tafon Nchukwi, el 22 de noviembre de 2019 en CFFC 80. Perdió el combate por TKO en el primer asalto, en la que el árbitro pensó que había sido noqueado al cubrirse, por lo que el árbitro se disculpó después. Se recuperó en enero de 2020, derrotando a Rocky Edwards por TKO en el tercer asalto en el CES 60 para ganarse un puesto en la cuarta temporada del Contender Series.
Tuvo otra oportunidad de conseguir un contrato con la UFC en el Dana White's Contender Series 31. Se enfrentó a Cody Brundage y ganó el combate por TKO en el primer asalto, saliendo esta vez con un contrato de la UFC.

### Ultimate Fighting Championship
Debutó en la UFC contra Aleksa Camur el 27 de septiembre de 2020 en UFC 253. Ganó el combate por decisión unánime.
Se enfrentó a Da Un Jung el 10 de abril de 2021 en UFC on ABC: Vettori vs. Holland. Perdió el combate por decisión unánime.
Se enfrentó a Fabio Cherant el 21 de agosto de 2021 en UFC on ESPN: Cannonier vs. Gastelum. Ganó el combate por KO en el primer asalto. Esta victoria le valió el premio a la Actuación de la Noche.
Estaba programado para enfrentarse a Alonzo Menifield el 27 de febrero de 2021 en UFC Fight Night: Rozenstruik vs. Gane. Sin embargo, el combate fue pospuesto durante la semana previa al evento después de que Menifield diera positivo por COVID-19. Se esperaba que el emparejamiento quedara intacto y se reprogramara para UFC 260. Esta vez Knight fue retirado debido a los protocolos de COVID-19. El emparejamiento fue reprogramado para el 4 de diciembre de 2021 en UFC on ESPN: Font vs. Aldo. Ganó el combate por decisión unánime.
Se enfrentó a Maxim Grishin el 12 de febrero de 2022 en UFC 271. En el pesaje, Knight pesó 218 libras, 12 libras por encima del límite de peso semipesado, marcando la mayor falta de peso en la historia de la UFC. Como resultado, el combate fue cambiado a peso pesado y Knight fue multado con el 40% de su bolsa, que fue a parar a Grishin. Perdió el combate por decisión unánime.
Se enfrentó a Devin Clark el 16 de abril de 2022 en UFC on ESPN: Luque vs. Muhammad 2. Perdió el combate por TKO en el tercer asalto.
Está programado para enfrentarse a Marcin Prachnio el 19 de noviembre de 2022 en UFC Fight Night: Lewis vs. Spivak.

## Campeonatos y logros

### Artes marciales mixtas
- Ultimate Fighting Championship
  - Actuación de la Noche (una vez) vs. Fabio Cherant[16]

- Premier FC
  - Campeonato de Peso Semipesado de Premier FC (una vez)

## Récord en artes marciales mixtas
| Resultado | Récord | Oponente              | Método                     | Evento                              | Fecha                    | Ronda | Tiempo | Localización               | Notas                                                            |
| --------- | ------ | --------------------- | -------------------------- | ----------------------------------- | ------------------------ | ----- | ------ | -------------------------- | ---------------------------------------------------------------- |
| Derrota   | 11-4   | Devin Clark           | TKO (puñetazos)            | UFC on ESPN: Luque vs. Muhammad 2   | 16 de abril de 2022      | 3     | 5:00   | Las Vegas, Nevada          | Regreso al peso pesado.                                          |
| Derrota   | 11-3   | Maxim Grishin         | Decisión (unánime)         | UFC 271                             | 12 de febrero de 2022    | 3     | 5:00   | Houston, Texas             | Combate de pesos pesado; Knight no alcanzó el peso (218 libras). |
| Victoria  | 11-2   | Alonzo Menifield      | Decisión (unánime)         | UFC on ESPN: Font vs. Aldo          | 4 de diciembre de 2021   | 3     | 5:00   | Las Vegas, Nevada          |                                                                  |
| Victoria  | 10-2   | Fabio Cherant         | KO (puñetazos)             | UFC on ESPN: Cannonier vs. Gastelum | 21 de agosto de 2021     | 1     | 3:58   | Las Vegas, Nevada          | Actuación de la Noche.                                           |
| Derrota   | 9-2    | Da Un Jung            | Decisión (unánime)         | UFC on ABC: Vettori vs. Holland     | 10 de abril de 2021      | 3     | 5:00   | Las Vegas, Nevada          |                                                                  |
| Victoria  | 9-1    | Aleksa Camur          | Decisión (unánime)         | UFC 253                             | 27 de septiembre de 2020 | 3     | 5:00   | Abu Dhabi                  |                                                                  |
| Victoria  | 8-1    | Cody Brundage         | TKO (codazos y puñetazos)  | Dana White's Contender Series 31    | 1 de septiembre de 2020  | 1     | 2:23   | Las Vegas, Nevada          |                                                                  |
| Victoria  | 7-1    | Rocky Edwards         | TKO (puñetazos)            | CES 60                              | 24 de enero de 2020      | 3     | 2:56   | Lincoln, Rhode Island      |                                                                  |
| Derrota   | 6-1    | Tafon Nchukwi         | TKO (puñetazos)            | CFFC 80                             | 22 de noviembre de 2019  | 1     | 2:30   | Hampton, Virginia          | Combate de peso acordado (225 libras).                           |
| Victoria  | 6-0    | Jamelle Jones         | TKO (sumisión a puñetazos) | CES 59                              | 25 de octubre de 2019    | 1     | 4:27   | Lincoln, Rhode Island      | Combate de peso semipesado.                                      |
| Victoria  | 5-0    | Herdem Alacabek       | TKO (puñetazos)            | Dana White's Contender Series 24    | 13 de agosto de 2019     | 3     | 4:34   | Las Vegas, Nevada          |                                                                  |
| Victoria  | 4-0    | Kevin Haley           | TKO (sumisión a puñetazos) | CES 54                              | 19 de enero de 2019      | 1     | 3:33   | Lincoln, Rhode Island      |                                                                  |
| Victoria  | 3-0    | Walter Howard         | TKO (puñetazos)            | Premier FC 27                       | 10 de noviembre de 2018  | 1     | 3:12   | Westfield, Massachusetts   | Ganó el Campeonato de Peso Semipesado de Premier FC.             |
| Victoria  | 2-0    | Terrance Jean-Jacques | TKO (puñetazos)            | Premier FC 26                       | 16 de junio de 2018      | 2     | 2:35   | Springfield, Massachusetts |                                                                  |
| Victoria  | 1-0    | Tom Velasquez         | TKO (puñetazos)            | Reality Fighting                    | 4 de mayo de 2018        | 1     | 2:08   | Uncasville, Connecticut    | Debut en el peso semipesado.                                     |